# Schwarzbauer (Gemeinde Bad Leonfelden)
Schwarzbauer ist der Name einer Einschicht in der Stadtgemeinde Bad Leonfelden im Mühlviertel in Oberösterreich.

## Lage
Die Einschicht hat die Adresse Silberhartschlag 1. Sie gehört zur Ortschaft Silberhartschlag, zur Katastralgemeinde Weigetschlag und zum Zählsprengel Bad Leonfelden-Umgebung. Sie liegt auf einer Höhe von 895 m ü. A. im Böhmerwald.
Der Hof Schwarzbauer befindet sich im Einzugsgebiet des Flusses Große Rodl. Etwa 120 Meter nördlich des Hofs verläuft die Europäische Hauptwasserscheide zwischen Atlantik und Schwarzem Meer. Ebenfalls nördlich erstreckt sich eine als 15.239 m² große Ökofläche ausgewiesene Bergmähwiese. Es handelt sich um eine Rotschwingel-Kammgras-Wiese, die gut strukturiert und großteils mager ist.
Beim Schwarzbauer verlaufen zwei Wanderwege: die 15,8 Kilometer lange, schwere Sternstein-Runde und die 12,5 Kilometer, mittelschwere Sternsteinhof-Runde. Es führen mehrere Radtour-Strecken an der Einschicht vorbei: die 47,9 Kilometer lange, mittelschwere Sternwald-Grenzland-Runde, die 29,6 Kilometer lange, schwere Vyšší-Brod-Runde und die 21,8 Kilometer lange, mittelschwere Miesenwald-Runde.

## Geschichte
Der Hof wurde im Josephinischen Lagebuch von 1787 als Schwarzbaurngut und im alten Grundbuch der Jahre 1790 bis 1793 als Schwarzbauerngut genannt.